# Course de groupe (plat)
Pour les articles homonymes, voir Course de groupe.
Les courses de groupe sont les courses du plus haut niveau dans les courses hippiques de plat.

## Le système
Ce système de classification, instauré en 1971, distingue les courses selon le niveau des chevaux qui y participent. Les courses de groupe 1 (ou groupe I et parfois Grade I aux États-Unis) sont les plus importantes, puis les groupe 2 (ou groupe II) et les groupe 3 (ou groupe III). Seuls des chevaux jugés de grande qualité disputent ces épreuves, et les performances qu'ils y produisent sont primordiales notamment pour déterminer leur valeur comme reproducteur (étalons ou poulinières). On désigne parfois ces compétitions comme des courses « black type » (« caractère gras »), puisque les chevaux qui ont remporté ou se sont placés dans ces courses sont inscrits en caractères gras dans les catalogues de ventes.
La désignation des courses de groupe est en Europe assurée par le European Pattern Committee, dépendant de la Fédération Internationale des Autorités Hippiques (FIAH), selon le rating moyen des participants : 
- Groupe 1 — Rating officiel minimum de 115 (110 pour les 2 ans)
- Groupe 2 — Rating officiel minimum de 110 (105 pour les 2 ans)
- Groupe 3 — Rating officiel minimum de 105 (100 pour les 2 ans)

## Liste des courses de groupe dans le monde

### Royaume-Uni

#### Groupes I
| Mois           | Nom                                          | Hippodrome   | Distance | Conditions (sexe et âge)   |
| -------------- | -------------------------------------------- | ------------ | -------- | -------------------------- |
| Avril / Mai    | 2000 Guineas Stakes                          | Newmarket    | 1 600 m  | 3 ans                      |
| Avril / Mai    | 1000 Guineas Stakes                          | Newmarket    | 1 600 m  | Pouliches de 3 ans         |
| Mai            | Lockinge Stakes                              | Newbury      | 1 600 m  | 4 ans et plus              |
| Juin           | Coronation Cup                               | Epsom        | 2 400 m  | 4 ans et plus              |
| Juin           | Oaks d'Epsom                                 | Epsom        | 2 400 m  | Pouliches de 3 ans         |
| Juin           | Derby d'Epsom                                | Epsom        | 2 400 m  | 3 ans                      |
| Juin           | St. James's Palace Stakes                    | Ascot        | 1 600 m  | Poulains de 3 ans          |
| Juin           | Queen Anne Stakes                            | Ascot        | 1 600 m  | 4 ans et plus              |
| Juin           | King's Stand Stakes                          | Ascot        | 1 000 m  | 3 ans et plus              |
| Juin           | Prince of Wales's Stakes                     | Ascot        | 2 000 m  | 4 ans et plus              |
| Juin           | Gold Cup                                     | Ascot        | 4 000 m  | 4 ans et plus              |
| Juin           | Commonwealth Cup                             | Ascot        | 1 200 m  | 3 ans                      |
| Juin           | Coronation Stakes                            | Ascot        | 1 600 m  | Pouliches de 3 ans         |
| Juin           | Diamond Jubilee Stakes                       | Ascot        | 1 200 m  | 4 ans et plus              |
| Juillet        | Eclipse Stakes                               | Sandown      | 2 000 m  | 3 ans et plus              |
| Juillet        | Falmouth Stakes                              | Newmarket    | 1 600 m  | Pouliches de 3 ans et plus |
| Juillet        | July Cup                                     | Newmarket    | 1 200 m  | 3 ans et plus              |
| Juillet        | King George VI and Queen Elizabeth Stakes    | Ascot        | 2 400 m  | 3 ans et plus              |
| Juillet / Août | Sussex Stakes                                | Goodwood     | 1 600 m  | 3 ans et plus              |
| Juillet / Août | Goodwood Cup                                 | Goodwood     | 3 200 m  | 3 ans et plus              |
| Juillet / Août | Nassau Stakes                                | Goodwood     | 2 000 m  | Pouliches de 3 ans et plus |
| Août           | International Stakes                         | York         | 2 100 m  | 3 ans et plus              |
| Août           | Yorkshire Oaks                               | York         | 2 400 m  | Pouliches de 3 ans et plus |
| Août           | Nunthorpe Stakes                             | York         | 1 000 m  | 2 ans et plus              |
| Septembre      | Sprint Cup                                   | Haydock Park | 1 200 m  | 3 ans et plus              |
| Septembre      | St. Leger Stakes                             | Doncaster    | 2.900 m  | 3 ans                      |
| Septembre      | Fillies' Mile                                | Ascot        | 1 600 m  | Pouliches de 2 ans         |
| Sept / Oct.    | Cheveley Park Stakes                         | Newmarket    | 1 200 m  | Pouliches de 2 ans         |
| Sept / Oct.    | Middle Park Stakes                           | Newmarket    | 1 200 m  | Poulains de 2 ans          |
| Sept / Oct.    | Sun Chariot Stakes                           | Newmarket    | 1 600 m  | 3 ans et plus              |
| Octobre        | Queen Elizabeth II Stakes                    | Ascot        | 1 600 m  | 3 ans et plus              |
| Octobre        | Dewhurst Stakes                              | Newmarket    | 1 400 m  | 2 ans                      |
| Octobre        | Champion Stakes                              | Ascot        | 2 000 m  | 3 ans et plus              |
| Octobre        | British Champions Sprint Stakes              | Ascot        | 1 200 m  | 3 ans et plus              |
| Octobre        | British Champions Fillies' and Mares' Stakes | Ascot        | 2 400 m  | Pouliches de 3 ans et plus |
| Octobre        | Racing Post Trophy                           | Doncaster    | 1 600 m  | 2 ans                      |

#### Groupes II
| Mois      | Nom                                 | Hippodrome | Distance | Conditions (sexe et âge)        |
| --------- | ----------------------------------- | ---------- | -------- | ------------------------------- |
| Avril     | Sandown Mile                        | Sandown    | 1 600 m  | 4 ans et plus                   |
| Mai       | Jockey Club Stakes                  | Newmarket  | 2 200 m  | 4 ans et plus                   |
| Mai       | Dahlia Stakes                       | Newmarket  | 1 800 m  | Pouliches de 4 ans et plus      |
| Mai       | Huxley Stakes                       | Chester    | 1 900 m  | 4 ans et plus                   |
| Mai       | Duke of York Stakes                 | York       | 1 200 m  | 3 ans et plus                   |
| Mai       | Middleton Stakes                    | York       | 1650 m   | Pouliches de 4 ans et plus      |
| Mai       | Dante Stakes                        | York       | 1650 m   | 3 ans                           |
| Mai       | Yorkshire Cup                       | York       | 1 800 m  | 4 ans et plus                   |
| Mai       | Sandy Lane Stakes                   | Haydock    | 1 200 m  | 3 ans                           |
| Mai       | Temple Stakes                       | Haydock    | 1000 m   | 3 ans et plus                   |
| Juin      | Coventry Stakes                     | Ascot      | 1 200 m  | 2 ans                           |
| Juin      | Queen Mary Stakes                   | Ascot      | 1000 m   | Pouliches de deux ans           |
| Juin      | Queen's Vase                        | Ascot      | 2250 m   | 3 ans                           |
| Juin      | Duke of Cambridge Stakes            | Ascot      | 1 600 m  | Pouliches de 4 ans et +         |
| Juin      | Norfolk Stakes                      | Ascot      | 1000 m   | 2 ans                           |
| Juin      | Ribblesdale Stakes                  | Ascot      | 2 000 m  | Pouliches de 3 ans              |
| Juin      | King Edward VII Stakes              | Ascot      | 2 000 m  | Poulains et hongres de 3 ans    |
| Juin      | Hardwicke Stakes                    | Ascot      | 2 000 m  | 4 ans et plus                   |
| Juillet   | Lancashire Oaks                     | Haydock    | 2350 m   | Pouliches de 3 ans              |
| Juillet   | July Stakes                         | Newmarket  | 1 200 m  | Poulains et hongres de deux ans |
| Juillet   | Princess of Wales's Stakes          | Newmarket  | 2 200 m  | 3 ans et plus                   |
| Juillet   | Duchess of Cambridge Stakes         | Newmarket  | 1 200 m  | Pouliches de 2 ans              |
| Juillet   | Superlative Stakes                  | Newmarket  | 1400 m   | 2 ans                           |
| Juillet   | Summer Mile Stakes                  | Ascot      | 1 600 m  | 4 ans et plus                   |
| Juillet   | York Stakes                         | York       | 1850 m   | 3 ans et plus                   |
| Juillet   | Vintage Stakes                      | Goodwood   | 1400 m   | 2 ans                           |
| Juillet   | Lennox Stakes                       | Goodwood   | 1400 m   | 3 ans et plus                   |
| Août      | Richmond Stakes                     | Goodwood   | 1 200 m  | Poulains et hongres de deux ans |
| Août      | King George Stakes                  | Goodwood   | 1000 m   | 3 ans et plus                   |
| Août      | Lillie Langtry Stakes               | Goodwood   | 1m 6f    | Pouliches de 3 ans              |
| Août      | Hungerford Stakes                   | Newbury    | 1400 m   | 3 ans et plus                   |
| Août      | Great Voltigeur Stakes              | York       | 2 400 m  | Poulains et hongres de deux ans |
| Août      | Lowther Stakes                      | York       | 1 200 m  | Pouliches de 2 ans              |
| Août      | Lonsdale Cup                        | York       | 3250 m   | 3 ans et plus                   |
| Août      | Gimcrack Stakes                     | York       | 1 200 m  | Poulains et hongres de deux ans |
| Août      | City of York Stakes                 | York       | 1400 m   | 3 ans et plus                   |
| Août      | Celebration Mile                    | Goodwood   | 1 600 m  | 3 ans et plus                   |
| Septembre | Park Hill Stakes                    | Doncaster  | 2900 m   | Pouliches de 3 ans              |
| Septembre | May Hill Stakes                     | Doncaster  | 1 600 m  | Pouliches de 2 ans              |
| Septembre | Flying Childers Stakes              | Doncaster  | 1000 m   | 2 ans                           |
| Septembre | Doncaster Cup                       | Doncaster  | 3250 m   | 3 ans et plus                   |
| Septembre | Champagne Stakes                    | Doncaster  | 1400 m   | Poulains et hongres de deux ans |
| Septembre | Park Stakes                         | Doncaster  | 1400 m   | 3 ans et plus                   |
| Septembre | Mill Reef Stakes                    | Newbury    | 1 200 m  | 2 ans                           |
| Septembre | Rockfel Stakes                      | Newmarket  | 1400 m   | Poulains et hongres de deux ans |
| Septembre | Joel Stakes                         | Newmarket  | 1 600 m  | 3 ans et plus                   |
| September | Royal Lodge Stakes                  | Newmarket  | 1 600 m  | Poulains et hongres de deux ans |
| October   | Challenge Stakes                    | Newmarket  | 1400 m   | 3 ans et plus                   |
| October   | British Champions Long Distance Cup | Ascot      | 3200 m   | 3 ans et plus                   |

#### Groupes III
| Mois           | Nom                            | Hippodrome | Distance | Conditions (sexe et âge)              |
| -------------- | ------------------------------ | ---------- | -------- | ------------------------------------- |
| Février        | Winter Derby                   | Lingfield  | 2 000 m  | 4 ans et plus                         |
| Avril          | Earl of Sefton Stakes          | Newmarket  | 1 800 m  | 4 ans et plus                         |
| Avril          | Nell Gwyn Stakes               | Newmarket  | 1400 m   | Poulches de 3 ans                     |
| Avril          | Abernant Stakes                | Newmarket  | 1 200 m  | 3 ans et plus                         |
| Avril          | Craven Stakes                  | Newmarket  | 1 600 m  | Poulains et hongres de 3 ans          |
| Avril          | John Porter Stakes             | Newbury    | 2 400 m  | 4 ans et plus                         |
| Avril          | Fred Darling Stakes            | Newbury    | 1400 m   | Pouliches de 3 ans                    |
| Avril          | Greenham Stakes                | Newbury    | 1400 m   | Poulains et hongres de 3 ans          |
| Avril          | Gordon Richards Stakes         | Sandown    | 2 000 m  | 4 ans et plus                         |
| Avril          | Sandown Classic Trial          | Sandown    | 2 000 m  | 3 ans                                 |
| Mai            | Sagaro Stakes                  | Ascot      | 3200 m   | 4 ans et plus                         |
| Mai            | Pavilion Stakes                | Ascot      | 1 200 m  | 3 ans                                 |
| Mai            | Palace House Stakes            | Newmarket  | 1000 m   | 3 ans et plus                         |
| Mai            | Chester Vase                   | Chester    | 2450 m   | Poulains et hongres de 3 ans          |
| Mai            | Ormonde Stakes                 | Chester    | 2650 m   | 4 ans et plus                         |
| Mai            | Chartwell Fillies' Stakes      | Lingfield  | 1 200 m  | Pouliches et juments de 3 ans et plus |
| Mai            | Musidora Stakes                | York       | 2 000 m  | Pouliches de 3 ans                    |
| Mai            | Aston Park Stakes              | Newbury    | 2 400 m  | 4 ans et plus                         |
| Mai            | Brontë Cup                     | York       | 2800 m   | Juments de 4 ans et plus              |
| Mai            | Henry II Stakes                | Sandown    | 3200 m   | 4 ans et plus                         |
| Mai            | Brigadier Gerard Stakes        | Sandown    | 1950 m   | 4 ans et plus                         |
| Mai / juin     | Pinnacle Stakes                | Haydock    | 2350 m   | Juments de 4 ans                      |
| Mai / juin     | John of Gaunt Stakes           | Haydock    | 1250 m   | 4 ans et plus                         |
| Mai / juin     | Princess Elizabeth Stakes      | Epsom      | 1700 m   | Pouliches de 3 ans                    |
| Mai / juin     | Diomed Stakes                  | Epsom      | 1700 m   | 3 ans et plus                         |
| Juin           | Hampton Court Stakes           | Ascot      | 1950 m   | 3 ans                                 |
| Juin           | Albany Stakes                  | Ascot      | 1 200 m  | Pouliches de 2 ans                    |
| Juin           | Jersey Stakes                  | Ascot      | 1400 m   | 3 ans                                 |
| Juin           | Hoppings Stakes                | Newcastle  | 2050 m   | Pouliches de 3 ans et plus            |
| Juin / juillet | Chipchase Stakes               | Newcastle  | 1 200 m  | 3 ans et plus                         |
| Juin / juillet | Criterion Stakes               | Newmarket  | 1400 m   | 3 ans et plus                         |
| Juillet        | Sprint Stakes                  | Sandown    | 1000 m   | 3 ans et plus                         |
| Juillet        | Bahrain Trophy                 | Newmarket  | 2600 m   | 3 ans                                 |
| Juillet        | Summer Stakes                  | York       | 1 200 m  | Pouliches et juments de 3 ans et plus |
| Juillet        | John Smith's Silver Cup Stakes | York       | 2800 m   | 4 ans et plus                         |
| Juillet        | Hackwood Stakes                | Newbury    | 1 200 m  | 3 ans et plus                         |
| Juillet        | Princess Margaret Stakes       | Ascot      | 1 200 m  | Pouliches de 2 ans                    |
| Juillet        | Valiant Stakes                 | Ascot      | 1550 m   | Pouliches et juments de 3 ans et plus |
| Juillet / août | Oak Tree Stakes                | Goodwood   | 1400 m   | Pouliches et juments de 3 ans et plus |
| Juillet / août | Molecomb Stakes                | Goodwood   | 1000 m   | 2 ans                                 |
| Juillet / août | Gordon Stakes                  | Goodwood   | 2350 m   | 3 ans                                 |
| Juillet / août | Thoroughbred Stakes            | Goodwood   | 1 600 m  | 3 ans                                 |
| Juillet / août | Glorious Stakes                | Goodwood   | 2300 m   | 4 ans et plus                         |
| Août           | Rose of Lancaster Stakes       | Haydock    | 2100 m   | 3 ans et plus                         |
| Août           | Sweet Solera Stakes            | Newmarket  | 1400 m   | Pouliches de 2 ans                    |
| Août           | Sovereign Stakes               | Salisbury  | 1 600 m  | Poulains et hongres de 3 ans et plus  |
| Août           | Geoffrey Freer Stakes          | Newbury    | 2650 m   | 3 ans et plus                         |
| Août           | Acomb Stakes                   | York       | 1400 m   | 2 ans                                 |
| Août           | Strensall Stakes               | York       | 1750 m   | 3 ans et plus                         |
| Août           | Solario Stakes                 | Sandown    | 1400 m   | 2 ans                                 |
| Août           | Atalanta Stakes                | Sandown    | 1 600 m  | Pouliches et juments de 3 ans et plus |
| Août           | Prestige Stakes                | Goodwood   | 1400 m   | Pouliches de 2 ans                    |
| Août           | March Stakes                   | Goodwood   | 2800 m   | 3 ans                                 |
| Août           | Winter Hill Stakes             | Windsor    | 2 000 m  | 3 ans et plus                         |
| Août           | Supreme Stakes                 | Goodwood   | 1 200 m  | 3 ans et plus                         |
| Septembre      | Dick Poole Fillies' Stakes     | Salisbury  | 1 200 m  | Pouliches de 3 ans                    |
| Septembre      | September Stakes               | Kempton    | 2350 m   | 3 ans et plus                         |
| Septembre      | Superior Mile                  | Haydock    | 1 600 m  | 3 ans et plus                         |
| Septembre      | Sirenia Stakes                 | Kempton    | 1 200 m  | 2 ans                                 |
| Septembre      | Sceptre Stakes                 | Doncaster  | 1400 m   | Pouliches et juments de 3 ans et plus |
| Septembre      | Legacy Cup                     | Newbury    | 2 200 m  | 3 ans et plus                         |
| Septembre      | Firth of Clyde Stakes          | Ayr        | 1 200 m  | Pouliches de 2 ans                    |
| Septembre      | World Trophy                   | Newbury    | 1000 m   | 3 ans et plus                         |
| Septembre      | Somerville Tattersall Stakes   | Newmarket  | 1400 m   | Poulains et hongres de 2 ans          |
| Septembre      | Princess Royal Stakes          | Newmarket  | 2 400 m  | Pouliches et juments de 3 ans et plus |
| Octobre        | Cumberland Lodge Stakes        | Ascot      | 2350 m   | 3 ans et plus                         |
| Octobre        | Bengough Stakes                | Ascot      | 1 200 m  | 3 ans et plus                         |
| Octobre        | Cornwallis Stakes              | Newmarket  | 1000 m   | 2 ans                                 |
| Octobre        | Oh So Sharp Stakes             | Newmarket  | 1400 m   | Pouliches de 2 ans                    |
| Octobre        | Pride Stakes                   | Newmarket  | 2 000 m  | Pouliches et juments de 3 ans et plus |
| Octobre        | Autumn Stakes                  | Newmarket  | 1 600 m  | 2 ans                                 |
| Octobre        | Zetland Stakes                 | Newmarket  | 2 000 m  | 2 ans                                 |
| Octobre        | Darley Stakes                  | Newmarket  | 1 800 m  | 3 ans et plus                         |
| Octobre        | Horris Hill Stakes             | Newbury    | 1400 m   | Poulains et hongres de 2 ans          |
| Octobre        | St. Simon Stakes               | Newbury    | 2 400 m  | 3 ans et plus                         |

### Irlande

#### Groupes I
| Mois           | Nom                   | Hippodrome   | Distance | Conditions (sexe et âge)   |
| -------------- | --------------------- | ------------ | -------- | -------------------------- |
| Mai            | Irish 2 000 Guineas   | Curragh      | 1 600 m  | 3 ans                      |
| Mai            | Irish 1 000 Guineas   | Curragh      | 1 600 m  | Pouliches de 3 ans         |
| Mai            | Tattersalls Gold Cup  | Curragh      | 2 000 m  | 4 ans et plus              |
| Juin / Juillet | Pretty Polly Stakes   | Curragh      | 2 000 m  | Pouliches de 3 ans et plus |
| Juin / Juillet | Irish Derby           | Curragh      | 2 400 m  | 3 ans                      |
| Juillet        | Irish Oaks            | Curragh      | 2 400 m  | Pouliches de 3 ans         |
| Août           | Phoenix Stakes        | Curragh      | 1 200 m  | 2 ans                      |
| Août / Sept.   | Moyglare Stud Stakes  | Curragh      | 1 400 m  | Pouliches de 2 ans         |
| Septembre      | Irish Champion Stakes | Leopardstown | 2 000 m  | 3 ans et plus              |
| Septembre      | Matron Stakes         | Leopardstown | 1 600 m  | Pouliches de 3 ans et plus |
| Septembre      | Flying Five Stakes    | Curragh      | 1 000 m  | 3 ans et plus              |
| Septembre      | Irish St Leger        | Curragh      | 2.800 m  | 3 ans et plus              |
| Septembre      | National Stakes       | Curragh      | 1 400 m  | 2 ans                      |

#### Groupes II
| Mois                | Nom                    | Hippodrome   | Distance | Conditions (sexe et âge)   |
| ------------------- | ---------------------- | ------------ | -------- | -------------------------- |
| Mai                 | Mooresbridge Stakes    | Curragh      | 1 800 m  | 4 ans et plus              |
| Mai                 | Ridgewood Pearl Stakes | Curragh      | 1 600 m  | Juments de 4 ans et plus   |
| Juin / Juillet      | Railway Stakes         | Curragh      | 1 200 m  | 2 ans                      |
| Juin / Juillet      | Balanchine Stakes      | Curragh      | 1 200 m  | Pouliches de 2 ans         |
| Juin / Juillet      | Curragh Cup            | Curragh      | 2800 m   | 3 ans et plus              |
| Juin / Juillet      | Sapphire Stakes        | Curragh      | 1000 m   | 3 ans et plus              |
| Juillet             | Kilboy Estate Stakes   | Curragh      | 1 600 m  | Pouliches de 3 ans et plus |
| Juillet             | Minstrel Stakes        | Curragh      | 1400 m   | Pouliches de 3 ans et plus |
| Août                | Debutante Stakes       | Curragh      | 1400 m   | Pouliches de 2 ans         |
| Août                | Futurity Stakes        | Curragh      | 1400 m   | 2 ans                      |
| Septembre           | Clipper Boomerang Mile | Leopardstown | 1 600 m  | 3 ans et plus              |
| Septembre           | Blandford Stakes       | Curragh      | 1 600 m  | Pouliches de 3 ans et plus |
| Septembre / Octobre | Beresford Stakes       | Curragh      | 1 600 m  | 2 ans                      |

### États-Unis

#### Groupes 1
| Mois         | Nom                                         | Hippodrome       | Distance        | Surface | Conditions (sexe et âge)              |
| ------------ | ------------------------------------------- | ---------------- | --------------- | ------- | ------------------------------------- |
| Janvier      | Pegasus World Cup Turf Stakes               | Gulfstream Park  | 1 800 m         | Dirt    | 4 ans et plus                         |
| Janvier      | Pegasus World Cup Invitational Stakes       | Gulfstream Park  | 1 800 m         | Gazon   | 4 ans et plus                         |
| Mars         | Santa Anita Handicap                        | Santa Anita Park | 2 000 m         |         | 4 ans et plus                         |
| Mars         | Frank E. Kilroe Mile                        | Santa Anita Park | 1 600 m         |         | 4 ans et plus                         |
| Mars         | Beholder Mile Stakes                        | Santa Anita Park | 1 600 m         |         | Pouliches et juments de 3 ans et plus |
| Mars         | Florida Derby                               | Gulfstream Park  | 1 800 m         |         | 3 ans                                 |
| Avril        | Carter Handicap                             | Aqueduct         | 1 400 m         |         | 4 ans et plus                         |
| Avril        | Santa Anita Derby                           | Santa Anita Park | 1 800 m         | Dirt    | 3 ans                                 |
| Avril        | Madison Stakes                              | Keeneland        | 1 400 m         |         | Pouliches et juments de 4 ans et plus |
| Avril        | Ashland Stakes                              | Keeneland        | 1 700 m         |         | 3 ans                                 |
| Avril        | Maker's Mark Mile Stakes                    | Keeneland        | 1 600 m         |         | 4 ans et plus                         |
| Avril        | Jenny Wiley Stakes                          | Keeneland        | 1 700 m         |         | Pouliches et juments de 4 ans et plus |
| Avril        | Arkansas Derby                              | Oaklawn Park     | 1 800 m         |         | 3 ans                                 |
| Avril        | Apple Blossom Handicap                      | Oaklawn Park     | 1 700 m         |         | Pouliches et juments de 4 ans et plus |
| Avril        | Kentucky Oaks                               | Churchill Downs  | 1 800 m         | Dirt    | Pouliches de 3 ans                    |
| Avril        | La Troienne Stakes                          | Churchill Downs  | 1 700 m         |         | Pouliches et juments de 4 ans et plus |
| Mai          | Kentucky Derby                              | Churchill Downs  | 2 000 m         | Dirt    | 3 ans                                 |
| Mai          | Churchill Downs Stakes                      | Churchill Downs  | 1 400 m         |         | 4 ans et plus                         |
| Mai          | Derby City Distaff Stakes                   | Churchill Downs  | 1 400 m         |         | Juments de 4 ans et plus              |
| Mai          | Turf Classic Stakes                         | Churchill Downs  | 1 800 m         |         | 4 ans et plus                         |
| Mai          | Man o' War Stakes                           | Belmont Park     | 2 200 m         | Gazon   | 3 ans et plus                         |
| Mai          | Preakness Stakes                            | Pimlico          | 1 900 m         | Dirt    | 3 ans                                 |
| Mai          | Gamely Stakes                               | Santa Anita Park | 1 800 m         |         | Pouliches et juments de 3 ans et plus |
| Mai          | Hollywood Gold Cup                          | Santa Anita Park | 2 000 m         |         | 3 ans et plus                         |
| Mai          | Shoemaker Mile Stakes                       | Santa Anita Park | 1 600 m         |         | 3 ans et plus                         |
| Juin         | Belmont Stakes                              | Belmont Park     | 2 400 m         | Dirt    | 3 ans                                 |
| Juin         | Ogden Phipps Stakes                         | Belmont Park     | 1 700 m         |         | Juments de 4 ans et plus              |
| Juin         | Woody Stephens Stakes                       | Belmont Park     | 1 400 m         |         | 3 ans                                 |
| Juin         | Acorn Stakes                                | Belmont Park     | 1 600 m         |         | 3 ans                                 |
| Juin         | Jaipur Stakes                               | Belmont Park     | 1 200 m         |         | 3 ans et plus                         |
| Juin         | Manhattan Stakes                            | Belmont Park     | 2 000 m         |         | 4 ans et plus                         |
| Juin         | Metropolitan Handicap                       | Belmont Park     | 1 600 m         |         | 3 ans et plus                         |
| Juin         | Just a Game Stakes                          | Belmont Park     | 1 600 m         |         | Juments de 4 ans et plus              |
| Juillet      | Belmont Oaks                                | Belmont Park     | 2 000 m         |         | 3 ans                                 |
| Juillet      | Belmont Derby                               | Belmont Park     | 2 000 m         |         | 3 ans                                 |
| Juillet      | Diana Stakes                                | Saratoga         | 1 800 m         |         | Pouliches et juments de 3 ans et plus |
| Juillet      | Haskell Stakes                              | Monmouth Park    | 1 800 m         |         | 3 ans                                 |
| Juillet      | United Nations Stakes                       | Monmouth Park    | 2 200 m         |         | 3 ans et plus                         |
| Juillet      | Coaching Club American Oaks                 | Saratoga         | 1 800 m         |         | Pouliches et juments de 3 ans         |
| Juillet      | Alfred G. Vanderbilt Handicap               | Saratoga         | 1 200 m         |         | 3 ans et plus                         |
| Juillet      | Bing Crosby Stakes                          | Del Mar          | 1 200 m         |         | 3 ans et plus                         |
| Août         | Clement L. Hirsch Stakes                    | Del Mar          | 1 700 m         |         | Pouliches et juments de 3 ans et plus |
| Août         | Whitney Stakes                              | Saratoga         | 1 800 m         |         | 3 ans et plus                         |
| Août         | Test Stakes                                 | Saratoga         | 1 400 m         |         | Pouliches de 3 ans                    |
| Août         | Saratoga Derby Invitational                 | Saratoga         | 1 900 m         |         | 3 ans                                 |
| Août         | Saratoga Oaks Invitational Stakes           | Saratoga         | 1 900 m         |         | Pouliches de 3 ans                    |
| Août         | Mister D. Stakes                            | Arlington Park   | 2 000 m         |         | 3 ans et plus                         |
| Août         | Brian D. Stakes                             | Arlington Park   | 1 600 m         |         | 3 ans                                 |
| Août         | Beverly D. Stakes                           | Arlington Park   | 1 900 m         |         | Pouliches et juments de 3 ans et plus |
| Août         | Fourstardave Handicap                       | Saratoga         | 1 600 m         |         | 3 ans et plus                         |
| Août         | Alabama Stakes                              | Saratoga         | 2 000 m         |         | Pouliches de 3 ans                    |
| Août         | Pacific Classic Stakes                      | Del Mar          | 2 000 m         |         | 3 ans et plus                         |
| Août         | Del Mar Oaks                                | Del Mar          | 1 800 m         |         | Pouliches de 3 ans                    |
| Août         | H. Allen Jerkens Memorial Stakes            | Saratoga         | 1 400 m         |         | 3 ans                                 |
| Août         | Personal Ensign Stakes                      | Saratoga         | 1 800 m         |         | Pouliches et juments de 3 ans et plus |
| Août         | Ballerina Stakes                            | Saratoga         | 1 400 m         |         | Pouliches et juments de 3 ans et plus |
| Août         | Travers Stakes                              | Saratoga         | 2 000 m         | Dirt    | 3 ans                                 |
| Août         | Sword Dancer Stakes                         | Saratoga         | 2 400 m         | Gazon   | 3 ans et plus                         |
| Août         | Forego Stakes                               | Saratoga         | 1 400 m         |         | 3 ans et plus                         |
| Août         | Arlington Million                           | Arlington Park   | 2 000 m         | Gazon   | 3 ans et plus                         |
| Septembre    | Flower Bowl Stakes                          | Saratoga         | 2 200 m         |         | Pouliches et juments de 3 ans et plus |
| Sept. / Oct. | Jockey Club Gold Cup                        | Saratoga         | 2 000 m         | Gazon   | 3 ans et plus                         |
| Septembre    | Del Mar Debutante Stakes                    | Del Mar          | 1 400 m         |         | Pouliches de 2 ans                    |
| Septembre    | Spinaway Stakes                             | Saratoga         | 1 400 m         |         | Pouliches de 2 ans                    |
| Septembre    | Hopeful Stakes                              | Saratoga         | 1 400 m         |         | 2 ans                                 |
| Septembre    | Del Mar Futurity                            | Del Mar          | 1 400m          | Dirt    | 2 ans                                 |
| Septembre    | Cotillion Stakes                            | Parx Racing      | 1 700 m         |         | Pouliches de 3 ans                    |
| Septembre    | Pennsylvania Derby                          | Parx Racing      | 1 800 m         |         | 3 ans                                 |
| Septembre    | American Pharoah Stakes                     | Santa Anita Park | 1 600 m         | Dirt    | 2 ans                                 |
| Octobre      | Rodeo Drive Stakes                          | Santa Anita Park | 2 000 m         |         | Pouliches et juments de 3 ans et plus |
| Octobre      | Awesome Again Stakes                        | Santa Anita Park | 1 800 m         |         | 3 ans et plus                         |
| Octobre      | Santa Anita Sprint Championship             | Santa Anita Park | 1 200 m         |         | 3 ans et plus                         |
| Octobre      | Woodward Stakes                             | Belmont Park     | 1 800 m         | Dirt    | 3 ans et plus                         |
| Octobre      | Champagne Stakes                            | Belmont Park     | 1 600 m         | Dirt    | 2 ans                                 |
| Octobre      | Frizette Stakes                             | Belmont Park     | 1 600 m         | Dirt    | Pouliches de 2 ans                    |
| Octobre      | Alcibiades Stakes                           | Keeneland        | 1 700 m         | Dirt    | Pouliches de 2 ans                    |
| Septembre    | Joe Hirsch Turf Classic Invitational Stakes | Belmont Park     | 2 400 m         | Gazon   | 3 ans et plus                         |
| Octobre      | Keeneland Turf Mile Stakes                  | Keeneland        | 1 600 m         |         | 3 ans et plus                         |
| Octobre      | Breeders' Futurity Stakes                   | Keeneland        | 1 700 m         |         | 2 ans                                 |
| Octobre      | First Lady Stakes                           | Keeneland        | 1 600 m         |         | Pouliches et juments de 3 ans et plus |
| Octobre      | Vosburgh Stakes                             | Belmont Park     | 1 200 m         |         | 3 ans et plus                         |
| Octobre      | Spinster Stakes                             | Keeneland        | 1 800 m         |         | Pouliches et juments de 3 ans et plus |
| Octobre      | Queen Elizabeth II Challenge Cup Stakes     | Keeneland        | 1 800 m         |         | 3 ans                                 |
| Novembre     | Clark Handicap                              | Churchill Downs  | 1 800 m         |         | 3 ans et plus                         |
| Novembre     | Hollywood Derby                             | Itinérant        | 1 800 m         |         | 3 ans                                 |
| Novembre     | Matriarch Stakes                            | Itinérant        | 1 600 m         |         | Pouliches et juments de 3 ans et plus |
| Novembre     | Breeders' Cup Filly & Mare Sprint           | Itinérant        | 1 200 m         | Dirt    | Pouliches de 3 ans et plus            |
| Novembre     | Breeders' Cup Dirt Mile                     | Itinérant        | 1 600 m         | Dirt    | 3 ans et plus                         |
| Novembre     | Breeders' Cup Juvenile Turf                 | Itinérant        | 1 600 m         | Gazon   | 2 ans                                 |
| Novembre     | Breeders' Cup Juvenile Fillies              | Itinérant        | 1.700 m         | Dirt    | Pouliches de 2 ans                    |
| Novembre     | Breeders' Cup Juvenile                      | Itinérant        | 1.700 m         | Dirt    | Poulains de 2 ans                     |
| Novembre     | Breeders' Cup Filly & Mare Turf             | Itinérant        | 2 000 / 2 200 m | Gazon   | Pouliches de 3 ans et plus            |
| Novembre     | Breeders' Cup Sprint                        | Itinérant        | 1 200 m         | Dirt    | 3 ans et plus                         |
| Novembre     | Breeders' Cup Mile                          | Itinérant        | 1 600 m         | Gazon   | 3 ans et plus                         |
| Novembre     | Breeders' Cup Distaff                       | Itinérant        | 1 800 m         | Dirt    | Pouliches de 3 ans et plus            |
| Novembre     | Breeders' Cup Turf                          | Itinérant        | 2 400 m         | Gazon   | 3 ans et plus                         |
| Novembre     | Breeders' Cup Classic                       | Itinérant        | 2 000 m         | Dirt    | 3 ans et plus                         |
| Novembre     | Breeders' Cup Juvenile Fillies Turf         | Itinérant        | 1 600 m         |         | Pouliches de 2 ans                    |
| Décembre     | Cigar Mile Handicap                         | Aqueduct         | 1 600 m         |         | 3 ans et plus                         |
| Décembre     | Starlet Stakes                              | Los Alamitos     | 1 700 m         |         | Pouliches de 2 ans                    |
| Décembre     | American Oaks                               | Santa Anita Park | 2 000 m         |         | Pouliches de 3 ans                    |
| Décembre     | La Brea Stakes                              | Santa Anita Park | 1 400 m         |         | Pouliches de 3 ans                    |
| Décembre     | Malibu Stakes                               | Santa Anita Park | 1 400 m         |         | 3 ans                                 |

### Allemagne

#### Groupes I
| Mois         | Nom                      | Hippodrome       | Distance | Conditions (sexe et âge) |
| ------------ | ------------------------ | ---------------- | -------- | ------------------------ |
| Juin         | Derby Allemand           | Hambourg-Horn    | 2 200 m  | 3 ans                    |
| Juillet/Août | Grosser Preis von Berlin | Hoppegarten      | 2 400 m  | 3 ans et plus            |
| Juillet/Août | Bayerisches Zuchtrennen  | Munich           | 2 000 m  | 3 ans et plus            |
| Août         | Preis der Diana          | Düsseldorf       | 2 200 m  | Pouliches de 3 ans       |
| Septembre    | Grosser Preis Von Baden  | Iffezheim        | 2 400 m  | 3 ans et plus            |
| Septembre    | Preis von Europa         | Köln-Weidenpesch | 2 400 m  | 3 ans et plus            |
| Novembre     | Grosser Preis von Bayern | Munich           | 2 400 m  | 3 ans et plus            |

#### Groupes II
| Mois             | Nom                                                    | Hippodrome  | Distance | Conditions (sexe et âge)   |
| ---------------- | ------------------------------------------------------ | ----------- | -------- | -------------------------- |
| Avril / Mai      | Gerling-Preis                                          | Cologne     | 2 400 m  | 4 ans et plus              |
| Mai              | Oleander-Rennen                                        | Hoppegarten | 3 200 m  | 4 ans et plus              |
| Mai              | Mehl-Mülhens-Rennen                                    | Cologne     | 1 600 m  | Mâles et hongres de 3 ans  |
| Mai / Juin       | Grosser Preis der Badischen Wirtschaft                 | Baden-Baden | 2 200 m  | 4 ans et plus              |
| Mai / Juin       | Diana-Trial                                            | Hoppegarten | 2 000 m  | Pouliches de 3 ans         |
| Mai / Juin       | Badener Meile                                          | Baden-Baden | 1 600 m  | 3 ans et plus              |
| Juin             | 1000 guinées allemandes                                | Düsseldorf  | 1 600 m  | Pouliches de 3 ans         |
| Juin             | Union-Rennen                                           | Cologne     | 2 200 m  | 3 ans                      |
| Juin / Juillet   | Hansa-Preis                                            | Hamburg     | 2 400 m  | 3 ans et plus              |
| Juillet          | Meilen-Trophy                                          | Itinérant   | 1 600 m  | 3 ans et plus              |
| Août / septembre | Oettingen-Rennen                                       | Baden-Baden | 1 600 m  | 3 ans et plus              |
| Août / septembre | Baden Racing Stuten-Preis / T. von Zastrow Stutenpreis | Baden-Baden | 2 400 m  | Pouliches de 3 ans et plus |

#### Groupes III
| Mois                | Nom                                      | Hippodrome         | Distance | Conditions (sexe et âge)              |
| ------------------- | ---------------------------------------- | ------------------ | -------- | ------------------------------------- |
| Avril               | Frühjahrs-Meile                          | Düsseldorf         | 1 600 m  | 4 ans et plus                         |
| Avril               | Dr. Busch-Memorial                       | Krefeld            | 1 700 m  | 3 ans                                 |
| Avril / mai         | Silberne Peitsche                        | Munich             | 1,300    | 3 ans et plus                         |
| Avril / mai         | Frühjahrs Dreijährigen-Preis Derby-Trial | Frankfurt          | 2,000    | 3 ans                                 |
| Mai                 | Schwarzgold-Rennen                       | Cologne            | 1,600    | Pouliches de 3 ans                    |
| Mai / juin          | Bavarian Classic                         | Munich             | 2,000    | 3 ans                                 |
| Mai / juin          | Diana-Trial                              | Hoppegarten        | 2,000    | Pouliches de 3 ans                    |
| Juin                | Dortmund Grand Prix                      | Dortmund           | 2,000    | 3 ans et plus                         |
| Juin / juillet      | Grosser Preis von LOTTO Hamburg          | Hamburg            | 2,000    | 3 ans et plus                         |
| Juin / juillet      | Flieger Trophy                           | Hamburg            | 1,200    | 3 ans et plus                         |
| Juin / juillet      | Hamburger Stutenmeile                    | Hamburg            | 1,600    | Pouliches et juments de 3 ans et plus |
| Juin / juillet      | Hamburger Stuten-Preis                   | Hamburg            | 2,200    | Pouliches de 3 ans                    |
| Août                | Preis der Sparkassen-Finanzgruppe        | Baden-Baden        | 2,000    | 4 ans et plus                         |
| Août                | Fürstenberg-Rennen                       | (Rotates location) | 2,000    | 3 ans                                 |
| Août / septembre    | Zukunfts-Rennen                          | Baden-Baden        | 1,400    | 2 ans                                 |
| Août / septembre    | Goldene Peitsche                         | Baden-Baden        | 1,200    | 3 ans et plus                         |
| Septembre           | Grosse Europa-Meile                      | Munich             | 1,600    | 3 ans                                 |
| Septembre / octobre | Deutsches St. Leger                      | Dortmund           | 2,800    | 3 ans et plus                         |
| Octobre             | Preis der Deutschen Einheit              | Hoppegarten        | 2,000    | 3 ans et plus                         |
| Octobre             | G. P. der Landeshauptstadt Düsseldorf    | Düsseldorf         | 1,700    | 3 ans et plus                         |
| Octobre             | Preis des Winterfavoriten                | Cologne            | 1,600    | 2 ans                                 |
| Octobre             | Baden-Württemberg-Trophy                 | Baden-Baden        | 2,400    | 3 ans et plus                         |
| Octobre             | Preis der Winterkönigin                  | Baden-Baden        | 1,600    | Pouliches de 2 ans                    |
| Octobre             | Herbst Stutenpreis                       | Hanover            | 2,200    | Pouliches de 3 ans et plus            |
| Novembre            | Herzog von Ratibor-Rennen                | Krefeld            | 1,700    | 2 ans                                 |
| Novembre            | Niederrhein-Pokal                        | Krefeld            | 2,000    | 3 ans et plus                         |

### Italie

#### Groupe II
| Mois      | Nom                             | Hippodrome | Distance | Conditions (sexe et âge)   |
| --------- | ------------------------------- | ---------- | -------- | -------------------------- |
| Mai       | Derby d'Italie                  | Capannelle | 2 400 m  | 3 ans                      |
| Mai       | Prix Président de la République | Capannelle | 1 800 m  | 4 ans et plus              |
| Juin      | Oaks d'Italie                   | San Siro   | 2 200 m  | Pouliches de 3 ans         |
| Juin      | Grand Prix de Milan             | San Siro   | 2 400 m  | 4 ans et plus              |
| Septembre | Premio Frederico Tesio          | San Siro   | 2 200 m  | 3 ans et plus              |
| Octobre   | Prix Vittorio Di Capua          | San Siro   | 1 600 m  | 3 ans et plus              |
| Octobre   | Gran Criterium                  | San Siro   | 1 600 m  | 2 ans                      |
| Octobre   | Premio Dormello                 | San Siro   | 1 600 m  | Pouliches de 2 ans         |
| Octobre   | Premio Lydia Tesio              | Capannelle | 2 000 m  | Pouliches de 3 ans et plus |
| Octobre   | Gran Premio del Jockey Club     | San Siro   | 2 400 m  | 3 ans et plus              |
| Novembre  | Premio Roma                     | Capannelle | 2 000 m  | 3 ans et plus              |

### Émirats arabes unis

#### Groupes I majeurs
| Mois | Nom                  | Hippodrome | Distannce | Surface | Conditions (sexe et âge) |
| ---- | -------------------- | ---------- | --------- | ------- | ------------------------ |
| Mars | Dubaï World Cup      | Meydan     | 2 000 m   | Dirt    | 4 ans et plus            |
| Mars | Dubaï Duty Free      | Meydan     | 1 800 m   | Gazon   | 3 ans et plus            |
| Mars | Dubaï Golden Shaheen | Meydan     | 1 200 m   | Dirt    | 3 ans et plus            |
| Mars | Dubaï Sheema Classic | Meydan     | 2 400 m   | Gazon   | 4 ans et plus            |

### Arabie saoudite

#### Groupes I majeurs
| Mois    | Nom       | Hippodrome | Distannce | Surface | Conditions (sexe et âge) |
| ------- | --------- | ---------- | --------- | ------- | ------------------------ |
| Février | Saudi Cup | Riyad      | 1 800 m   | Dirt    | 3 ans et plus            |

### Hong Kong

#### Groupes I majeurs
| Mois     | Nom                    | Hippodrome | Distannce | Surface | Conditions (sexe et âge) |
| -------- | ---------------------- | ---------- | --------- | ------- | ------------------------ |
| Avril    | Queen Elizabeth II Cup | Sha Tin    | 2 000 m   | Gazon   | 4 ans et plus            |
| Décembre | Hong Kong Cup          | Sha Tin    | 2 000 m   | Gazon   | 3 ans et plus            |
| Décembre | Hong Kong Vase         | Sha Tin    | 2 400 m   | Gazon   | 3 ans et plus            |
| Décembre | Hong Kong Mile         | Sha Tin    | 1 600 m   | Gazon   | 3 ans et plus            |
| Décembre | Hong Kong Sprint       | Sha Tin    | 1 200 m   | Gazon   | 3 ans et plus            |

### Japon

#### Groupes 1 de la JRA (Japan Racing Association)
| Mois        | Nom                           | Ville      | Hippodrome | Distannce | Surface | Conditions (sexe et âge)              |
| ----------- | ----------------------------- | ---------- | ---------- | --------- | ------- | ------------------------------------- |
| Février     | February Stakes               | Tokyo      | Fuchū      | 1 600 m   | Dirt    | 4 ans et plus                         |
| Mars        | Takamatsunomiya Kinen         | Toyoake    | Chukyo     | 1 200 m   | Gazon   | 4 ans et plus                         |
| Avril       | Ōsaka Hai                     | Takarazuka | Hanshin    | 2 000 m   | Gazon   | 4 ans et plus                         |
| Avril       | Satsuki Shō                   | Funabashi  | Nakayama   | 2 000 m   | Gazon   | Poulains et pouliches de 3 ans        |
| Avril       | Oka Shō                       | Takarazuka | Hanshin    | 1 600 m   | Gazon   | Pouliches de 3 ans                    |
| Avril / Mai | Tenno Sho (printemps)         | Kyoto      | Kyoto      | 3 200 m   | Gazon   | 4 ans et plus                         |
| Mai         | Victoria Mile                 | Tokyo      | Fuchū      | 1 600 m   | Gazon   | Juments de 4 ans et plus              |
| Mai         | Yūshun Himba                  | Tokyo      | Fuchū      | 2 400 m   | Gazon   | Pouliches de 3 ans                    |
| Mai / Juin  | Tokyo Yūshun (Derby Japonais) | Tokyo      | Fuchū      | 2 400 m   | Gazon   | Poulains et pouliches de 3 ans        |
| Juin        | Yasuda Kinen                  | Tokyo      | Fuchū      | 1 600 m   | Gazon   | 3 ans et plus                         |
| Juin        | Takarazuka Kinen              | Takarazuka | Hanshin    | 2 000 m   | Gazon   | 3 ans et plus                         |
| Octobre     | Sprinters Stakes              | Funabashi  | Nakayama   | 1 200 m   | Gazon   | 3 ans et plus                         |
| Octobre     | Tenno Sho (automne)           | Kyoto      | Kyoto      | 2 000 m   | Gazon   | 4 ans et plus                         |
| Octobre     | Kikuka Shō                    | Kyoto      | Kyoto      | 3 000 m   | Gazon   | Poulains et pouliches de 3 ans        |
| Octobre     | Shūka Shō                     | Kyoto      | Kyoto      | 2 000 m   | Gazon   | Pouliches de 3 ans                    |
| Novembre    | Queen Elizabeth II Cup        | Kyoto      | Kyoto      | 2 200 m   | Gazon   | Pouliches et juments de 3 ans et plus |
| Novembre    | Mile Championship             | Kyoto      | Kyoto      | 1 600 m   | Gazon   | 3 ans et plus                         |
| Novembre    | Japan Cup                     | Tokyo      | Fuchū      | 2 400 m   | Gazon   | 3 ans et plus                         |
| Décembre    | Asahi Hai Futurity Stakes     | Takarazuka | Hanshin    | 1 600 m   | Gazon   | Poulains et pouliches de 2 ans        |
| Décembre    | Hanshin Juvenile Fillies      | Takarazuka | Hanshin    | 1 600 m   | Gazon   | Pouliches de 2 ans                    |
| Décembre    | Hopeful Stakes                | Funabashi  | Nakayama   | 2 000 m   | Gazon   | Poulains et pouliches de 2 ans        |
| Décembre    | Arima Kinen                   | Funabashi  | Nakayama   | 2 500 m   | Gazon   | 3 ans et plus                         |

### Afrique du Sud

#### Groupes I majeurs
| Mois    | Nom         | Ville  | Hippodrome | Distannce | Surface | Conditions (sexe et âge) |
| ------- | ----------- | ------ | ---------- | --------- | ------- | ------------------------ |
| Juillet | Durban July | Durban | Greyville  | 2 200 m   | Gazon   | 3 ans et plus            |

### Australie

#### Groupes I majeurs
| Mois     | Nom           | Ville     | Hippodrome    | Distannce | Surface | Conditions (sexe et âge) |
| -------- | ------------- | --------- | ------------- | --------- | ------- | ------------------------ |
| Octobre  | Cox Plate     | Melbourne | Mooney Valley | 2.040 m   | Gazon   | 3 ans et plus            |
| Novembre | Melbourne Cup | Melbourne | Flemington    | 3 200 m   | Gazon   | 3 ans et plus            |

### Singapour

#### Groupes I majeurs
| Mois | Nom                       | Ville     | Hippodrome | Distannce | Surface | Conditions (sexe et âge) |
| ---- | ------------------------- | --------- | ---------- | --------- | ------- | ------------------------ |
| Mai  | Singapore Cup (supprimée) | Singapour | Kranji     | 2 000 m   | Gazon   | 3 ans et plus            |

### Canada

#### Groupes I
| Mois      | Nom                           | Ville   | Hippodrome | Distance | Conditions (sexe et âge) |
| --------- | ----------------------------- | ------- | ---------- | -------- | ------------------------ |
| Août      | Summer Stakes                 | Toronto | Woodbine   | 1 600 m  | 2 ans                    |
| Août      | Highlander Stakes             | Toronto | Woodbine   | 1 200 m  | 3 ans et plus            |
| Septembre | Woodbine Mile                 | Toronto | Woodbine   | 1 600 m  | 3 ans et plus            |
| Septembre | Natalma Stakes                | Toronto | Woodbine   | 1 600 m  | Pouliches de 2 ans       |
| Octobre   | Northern Dancer Turf Stakes   | Toronto | Woodbine   | 2 400 m  | 3 ans et plus            |
| Octobre   | Canadian International Stakes | Toronto | Woodbine   | 2 400 m  | 3 ans et plus            |
| Octobre   | E.P. Taylor Stakes            | Toronto | Woodbine   | 2 000 m  | Juments de 3 ans et plus |

### Belgique

#### Groupes I majeurs
| Mois    | Nom                                | Hippodrome | Distance | Conditions (sexe et âge) |
| ------- | ---------------------------------- | ---------- | -------- | ------------------------ |
| Juin    | Grand Prix de Bruxelles (supprimé) | Boitsfort  | 2 200 m  | 3 ans et plus            |
| Juillet | Grand Prix Prince Rose (supprimé)  | Ostende    | 2 200 m  | 3 ans et plus            |